# Karagenan

Struktury různých karagenanů

Karagenan (též karagen) je skupina lineárních sulfatovaných polysacharidů, který se získává extrakcí z červených mořských řas, nejčastěji z puchratky kadeřavé. Jedná se o látku příbuznou agaru ze skupiny fytokoloidů, která nemá schopnost tvořit pevný gel.
Želatinový extrakt z řasy Chondrus crispus se jako potravinový doplněk používá po stovky let. Karagenan je pro vegetariány a vegany alternativou k živočišné želatině. Používá se na zahuštění a stabilizaci potravinových výrobků (krémy, šlehačka, zmrzlina) a jako emulgátor ve farmaceutickém a textilním průmyslu. Je běžnou součástí dortových želé, vytváří slabou vrstvu želé, která zůstává lesklá. Hodí se proto především na zalití ovoce na moučnících.